# Germa (Galatien)
Germa (altgriechisch Γέρμα, auch Γερμοκολώνεια Germokoloneia, lateinisch Colonia Iulia Augusta Felix Germenorum) war eine antike und byzantinische Stadt in der Landschaft Galatien beim heutigen Babadat in der Türkei.
Germa wurde nach der Provinzialisierung Galatiens unter Augustus zwischen den Jahren 25 und 20 v. Chr. als römische Colonia eingerichtet. In Germa verzweigte sich eine von Ankyra ausgehende Straße, die nach Dorylaion bzw. Pessinus weiterführte. Seit domitianischer Zeit prägte Germa eigene Münzen. In der Spätantike bis ins 12. Jahrhundert war die Stadt Sitz eines Bischofs; das Bistum besteht als Titularbistum Germa in Galatia der römisch-katholischen Kirche fort.